# 오오타 하루카
오오타 하루카(일본어: 太田遥香, 2003년 10월 21일 ~ )는 일본의 여성 아이돌 그룹 전 안주루무의 멤버. 전 업프런트 프로모션 소속. 홋카이도 출신.

## 소속 유닛
- 안주루무 (2018년 ~ 2020년)